# قوات الأمن الداخلي (تونس)
قوات الأمن الداخلي التونسية تتكون من:
- الأمن الوطني
- الحرس الوطني
- الإدارة العامة للديوانة
- الديوان الوطني للحماية المدنية
- الإدارة العامة للسجون والإصلاح

## التاريخ
اثر تحصل تونس على استقلالها التام سنة 1956, تم انتخاب المجلس القومي التأسيسي لإعداد دستور جديد للبلاد وتبعا لذلك تم تشكيل أول حكومة تونسية بعد الاستقلال برئاسة الحبيب بورقيبة رئيس الحكومة آنذاك، وكانت أولويات الدولة التونسية الحديثة العمل على استتباب الأمن بالتراب الوطني وذلك ببعث وحدات قوات الأمن الداخلي يوم 18 أفريل/نيسان 1956 المتكونة من الأمن الوطني (الشرطة),الحرس الوطني (الدرك),أعوان السجون والإصلاح، الديوانة (الجمارك) والحماية المدنية(الدفاع المدني). ومع السبعينات تم بعث الفوج الوطني لمجابهة الإرهاب والتي تعد رابع أقوى فرقة مجابهة للإرهاب في العالم وترجع قوات الأمن الداخلي بالنظر إلى وزارة الداخلية (تونس)

## الوحدات

### الأمن الوطني (الشرطة)
شعار الشرطة التونسية
تتمثل مهمته الأساسية في حفظ الأمن العام في المناطق الحضرية والتصدي لأعمال العنف والشغب.

#### الحرس الوطني
شعار الحرس الوطني التونسي
تتمثل وظيفته الأساسية في حفظ الأمن والنظام العام بالمناطق الريفية كما أنه يحرس الحدود البرية والبحرية بالتعاون مع الديوانة والجيش الوطني التونسي.

### أعوان السجون والإصلاح
لأعوان السجون وظيفة وحيدة وهي الحفاظ على أمن ونظام السجون

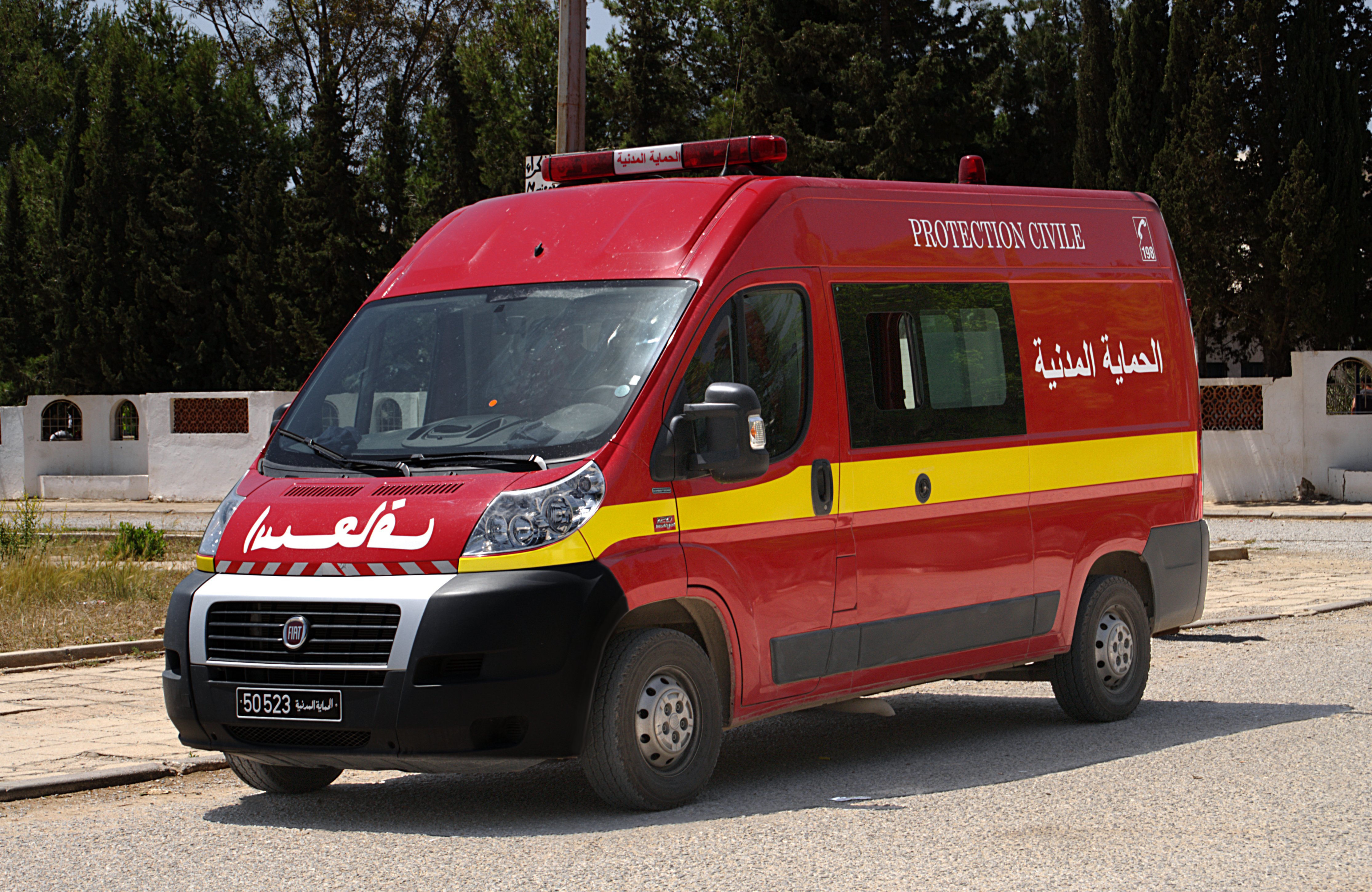
سيارة إسعاف تابعة للحماية المدنية

### الديوانة
شعار الديوانة التونسية
تتمثل وظيفتهم في حراسة الحدود بالتعاون مع وحدات الجيش الوطني التونسي والحرس الوطني كما أن لديهم وظائف أخرى مثل مراقبة المؤسسات الصناعية التي تصدر منتوجاتها إلى الخارج كما أنها تسهر على عدم دخول الممنوعات إلى التراب الوطني كالأسلحة والمتفجرات والمخدرات.

### الحماية المدنية (الدفاع المدني)
شعار الحماية المدنية
وظيفتهم الأساسية هي حماية المواطنين من الكوارث كالحرائق والفيضانات واغاثة المصابين في حوادث الطريق.

### الفوج الوطني لمجابهة الإرهاب (النمور السوداء)
الفوج الوطني لمجابهة الإرهاب
hfيعد من أكثر الوحدات تجهيزا وتدريبا بين قوات الأمن الداخلي حيث قام بأربعة عمليات منذ تأسيسه من أهم هذه العمليات القاء القبض على عائلة آل الطرابلسي وهي عائلة زوجة الرئيس السابق زين العابدين بن علي التي أطاحت به الثورة التونسية في 14 جانفي/كانون الثاني 2011.

## روابط خارجية
- الموقع الرسمي لوزارة الداخلية التونسية
- معلومات عن قوات الأمن التونسية في موقع وزارة الداخلية